# Bowętów
Bowętów (prononciation [bɔˈvɛntuf]) est un village de la gmina de Grabów, du powiat de Łęczyca, dans la voïvodie de Łódź, situé dans le centre de la Pologne.

## Administration
De 1975 à 1998, le village était attaché administrativement à l'ancienne voïvodie de Konin.

Depuis 1999, il fait partie de la nouvelle voïvodie de Łódź.